# Barbatula tschaiyssuensis
Barbatula tschaiyssuensis е вид лъчеперка от семейство Balitoridae. Видът е застрашен от изчезване.

## Разпространение
Разпространен е в Турция.

## Описание
На дължина достигат до 6,2 cm.
Популацията на вида е намаляваща.